# 伯杜斯
伯杜斯（法語：Bedous，法語發音：[bədus]）是法国大西洋比利牛斯省的一个市镇，位于该省南部偏东，属于奥洛龙-圣玛丽区。

## 地名
该地名“Bedous”发音为[bədus]，末尾字母“s”发音，《世界地名翻译大辞典》与《世界地名译名词典》将其误译作“伯杜”。

## 地理
伯杜斯（43°0'0"N, 0°36'1"W）面积11.64 平方千米，位于法国新阿基坦大区大西洋比利牛斯省，该省份为法国东南部省份，涵盖了贝阿恩与北巴斯克，西临大西洋比斯開灣，北至朗德省，东北接热尔省，东临上比利牛斯省，南与西班牙接壤。
与伯杜斯接壤的市镇（或旧市镇、城区）包括：阿库斯、艾迪尤斯、莱斯-阿塔斯、奥斯昂纳斯普、萨朗斯。
伯杜斯的时区为UTC+01:00、UTC+02:00（夏令时）。

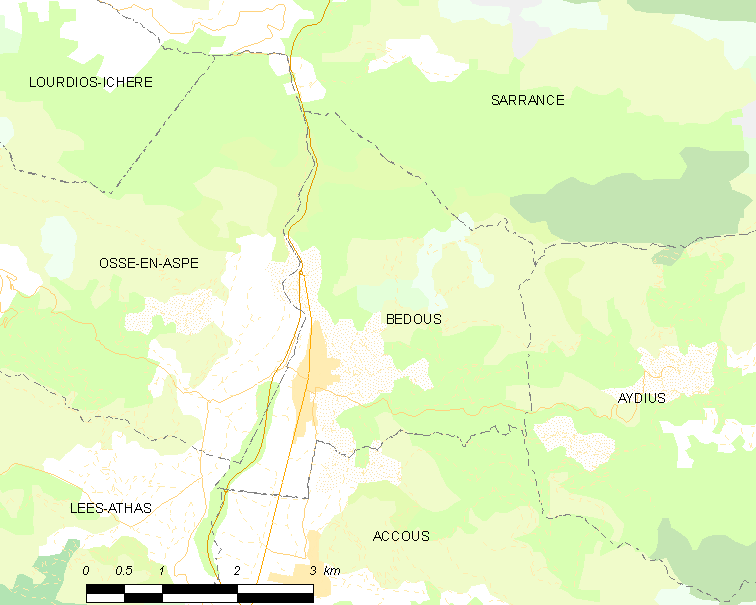
伯杜斯的OSM定位图

## 行政
伯杜斯的邮政编码为64490，INSEE市镇编码为64104。

## 政治
伯杜斯所属的省级选区为奥洛龙-圣玛丽第一县。

## 人口

1962-2008年间伯杜斯人口变化图示

伯杜斯于2022年1月1日时的人口数量为574人。